# Arenosole
Arenosole (łac. arena – piasek) – słabo wykształcone gleby wytworzone ze skał luźnych, całkowicie pozbawione węglanów, w związku z czym posiadają odczyn kwaśny. Charakteryzują się zasadniczą budową profilu glebowego A-C; poza poziomem akumulacyjnym A i poziomem skały macierzystej C nie zaznaczają się wyraźnie inne poziomy genetyczne. Pod poziomem próchnicznym o miąższości wahającej się od 15 do 30 cm, zalega bezpośrednio poziom skały macierzystej. Gleby te stanowią dalsze stadium rozwojowe gleb inicjalnych luźnych wytworzonych z piasków ubogich w związki zasadowe. Dlatego też miąższość profilu glebowego arenosoli jest znacznie większa, niż w glebach inicjalnych eolicznych. Przy udziale roślinności leśnej gleby te przekształcają się stopniowo w bielice. W warunkach naturalnych stanowią siedlisko roślinności borowej.